# Neopanorpa lacunaris
Neopanorpa lacunaris är en näbbsländeart som beskrevs av Navás 1930. Neopanorpa lacunaris ingår i släktet Neopanorpa och familjen skorpionsländor. Inga underarter finns listade i Catalogue of Life.